# Asineops
Asineops («ослине обличчя») — рід вимерлих прісноводних променеперих риб із раннього еоцену США. Це єдиний представник родини Asineopidae і містить один вид, A. squamifrons, із формації Грін-Рівер у Колорадо, Вайомінгу та Юті. Його описав Едвард Дрінкер Коп у 1870 році.
Деякі автори, включно з Копом, вважали його спорідненим з піратським окунем і відносили Asineops разом з ним до родини Aphredoderidae. Однак пізніші дослідження показали, що A. squamifrons не має багатьох рис цієї родини. Інші дослідники все ще вважають його перкопсоподібним, ймовірно близько спорідненим із симпатричним Erismatopterus . Однак також припускається спорідненість з Polymixiiformes або Perciformes . Так як досі систематичному положенню A. squamifrons не приділялося великої уваги, віднесення його до будь-якої групи вужчої за Acanthomorpha залишається проблематичним.